# Авраам Ґайґер
Авраа́м Ґа́йґер (нім. Abraham Geiger; нар. 24 травня 1810, Франкфурт-на-Майні, Велике герцогство Франкфурт — пом. 23 жовтня 1874, Берлін, Королівство Пруссія) — німецький науковець і рабин єврейського походження, один із засновників реформістського юдаїзму. Підкреслюючи постійний розвиток юдаїзму впродовж історії, Ґайґер прагнув розробити те, що він вважав релігією, яка відповідає сучасності.